# Santiago Lanchares
Santiago Lanchares de la Cruz (* 1952 in Piña de Campos/Provinz Palencia) ist ein spanischer Komponist.

## Leben
Lanchares studierte am Real Conservatorio Superior de Música de Madrid Harmonielehre bei Carmelo Bernaola, Kontrapunkt und Fuge bei Francisco Calés Otero und zeitgenössische Musik bei Luis de Pablo. Außerdem besuchte er Kompositionskurse u. a. von Olivier Messiaen, Cristóbal Halffter, Helmut Lachenmann, Lejaren Hiller und Tomás Marco.
Von 1981 bis 1995 war Lanchares Mitarbeiter bei Radio 2 Clásica. Er arbeitete dort als Regisseur und Autor für Sendungen wie Naturaleza y Música, La Hora de las Danzas, La música de Cámara und Concierto doméstico, als Kommentator und Musikkritiker und realisierte Musikaufnahmen. U. a. produzierte er mit dem Orquesta de la Comunidad de Madrid unter Leitung von José Ramón Encinar eine CD mit Orchesterwerken Rodolfo Halffters.
Seine eigenen Kompositionen wurden bei Konzertreihen und Festivals in  Amsterdam, Budapest, Bukarest, Lissabon, London, Buenos Aires, in Australien, Neuseeland und Australien aufgeführt. 1981 nahm er auf Einladung des ungarischen Rundfunks mit einer Komposition an den Konzerten zum 100. Geburtstag Béla Bartóks teil. Bei der Tribune internationale des compositeurs der UNESCO vertrat er 1992 Spanien mit der Komposition Recordando a Ma Yuan auf dem Gebiet der elektroakustischen Musik, und 2002 war er dort mit Anandamanía vertreten. Im gleichen Jahr würdigte ihn das XVIII. Festival de Alicante beim Abschlusskonzert zu seinem 50. Geburtstag, und beim Concurso Internacional de Piano „Xavier Montsalvatge“ waren seine Dos Danzas y un Interludio Pflichtwerke. Der Pianist Ananda Sukarlan spielte eine Gesamtaufnahme seiner Klavierwerke ein, das Orquesta Filarmónica de Gran Canaria unter Leitung von Adrian Leaper ¡Pasen, señores, Pasen!.